# Svend-Erik Nørregaard
Svend-Erik Nørregaard (* 6. Februar 1941 in Kopenhagen; † 23. Dezember 2002) war ein dänischer Jazz- und Unterhaltungsmusiker (Schlagzeug).

## Leben und Wirken
Nørregaard begann sich während seiner Zeit als Auszubildender in einem Farbengeschäft für Jazz zu interessieren; mit 15 Jahren spielte er bereits im Orchester von Jørn Grauengaard als Autodidakt Schlagzeug. 1960 wurde er Berufsmusiker; zunächst wirkte er bis 1965 bei Frank Jensen in Schweden, um dann bis 1975 wieder im Orchester von Jørn Grauengaard zu arbeiten. Bis 1977 gehörte er zur Band von Poul Godske. Dann war er als Studiomusiker tätig, begleitete aber freiberuflich eine große Anzahl internationaler Musiker wie Dexter Gordon, Eddie Lockjaw Davis, Warne Marsh, Buddy Tate, Harry Sweets Edison, Wild Bill Davison, Dizzy Gillespie, Thad Jones oder Clark Terry, mit denen er teilweise auch aufnahm. In dem Film Johnny Larsen (1979) von Morten Arnfred spielte Nørregaard in einer Nebenrolle einen Musiker. 1982 bis 1984 gehörte er zu
Raageleje Jazz. Weiterhin trat er mit den Kansas City Stompers, Jesper Thilos Band und Niels Jørgen Steens The A-Team auf. Außerdem begleitete er regelmäßig Poul Dissing und Benny Andersen.
Nørregaard wurde 1997 mit dem Ben Webster Prize ausgezeichnet.